# (1405) Sibelius
(1405) Sibelius es un asteroide que forma parte del cinturón de asteroides y fue descubierto el 12 de septiembre de 1936 por Yrjö Väisälä desde el observatorio de Iso-Heikkilä, Finlandia.

## Designación y nombre
Sibelius se designó al principio como 1936 RE.
Posteriormente fue nombrado en honor del compositor finés Jean Sibelius (1865-1957).

## Características orbitales
Sibelius orbita a una distancia media del Sol de 2,252 ua, pudiendo acercarse hasta 1,924 ua. Su inclinación orbital es 7,033° y la excentricidad 0,1456. Emplea en completar una órbita alrededor del Sol 1234 días.